# 유급
유급(劉級, ? ~ ?)은 전한 말기의 제후로, 노경왕의 손자이다.

## 행적
아버지 유영의 뒤를 이어 신양후(新陽侯)에 봉해졌으나, 전한이 멸망하여 작위가 박탈되었다.

## 출전
- 반고, 《한서》 권15하 왕자후표 下

| 전임 아버지 신양경후 유영 | 전한의 신양후 ? ~ 8년 | 후임 (전한 멸망) |